# نوک‌مومی چشم‌گوشه‌سیاه
نوک‌مومی چشم‌گوشه‌سیاه (نام علمی: Estrilda nigriloris) نام یک گونه از سرده نوک‌مومی است.